# Begonia tenera
Begonia tenera es una especie de planta perenne perteneciente a la familia Begoniaceae. Es originaria de Sri Lanka.

## Taxonomía
Begonia tenera fue descrita por Jonas Carlsson Dryander y publicado en Transactions of the Linnean Society of London 1: 169, pl. 16. 1791.
Etimología
Begonia: nombre genérico, acuñado por Charles Plumier, un referente francés en botánica, honra a Michel Bégon, un gobernador de la excolonia francesa de Haití, y fue adoptado por Linneo.
tenera: epíteto
Sinonimia
- - Begonia tenera var. thwaitesii (Hook.) Jayas., Revised Handb. Fl. Ceylon (M.D.Dassanayake & F.R.Fosberg, eds.) 4: 141. 1983.
  - Begonia thwaitesii Hook., Bot. Mag. 79: t. 4692. 1853.
  - Begonia zeylanica Van Houtte ex Klotzsch, Allg. Gartenzeitung 24: 204. 1856.
  - Reichenheimia thwaitesii (Hook.) Klotzsch, Abh. Königl. Akad. Wiss. Berlin 1855: 175. 1855.
  - Reichenheimia zeylanica Klotzsch, Allg. Gartenzeitung 24: 204. 1856.

Híbrido
- Begonia × eximia Lem.